# Дитіокарбамати

Загальна хімічна будова дитіокарбаматних ефірів. R та R" є будь-якою групою (як правило, воднем або органільною групою), а R' є органільною групою.

В органічній хімії дитіокарбамат є функціональною групою із загальною формулою R2N−C(=S)−S−R та структурою >N−C(=S)−S−. Це аналог карбамату, в якому обидва атоми кисню замінені на атоми сірки (якщо замінюється лише один кисень, утворюється тіокарбамат).
Дитіокарбамат також відноситься до дитіокарбамат-іона R2N−CS−2 та його солі. Поширеним прикладом є діетилдитіокарбамат натрію. Дитіокарбамати та їх похідні широко застосовуються при вулканізації каучуку.

## Отримання
Вторинні аміни реагують із сірковуглецем та гідроксидом натрію з утворенням дитіокарбаматних солей:
R2NH  +  CS2  +  NaOH   →   R2NCS−2Na+ +  H2O
Аміак реагує з CS2 аналогічно:
2 NH3  +  CS2   →   H2NCS2−NH4+
Дитіокарбаматні солі - це тверді речовини блідого кольору, які розчиняються у воді та полярних органічних розчинниках.

## Хімічні властивості
Дитіокарбамати легко S-алкілюються. Таким чином, метил диметилдитіокарбамат може бути отриманий метилюванням дитіокарбамату:
(CH3)2NCS2Na  +  (CH3O)2SO2   →   (CH3)2NC(S)SCH3  +  Na[CH3OSO3]
При окисленні дитіокарбаматів утворюється тіурам дисульфід:
2 R2NCS2−  →  [R2NC(S)S]2  +  2e−
Дисульфіди тіураму реагують з реактивами Гріньяра з утворенням ефірів дитіокарбамінової кислоти:
[R2NC(S)S]2  +  R'MgX   →   R2NC(S)SR'  +  R2NCS2MgX
Дитіокарбамати реагують із солями перехідних металів, утворюючи широкий спектр дитіокарбаматних комплексів перехідних металів.